# Bilard na Letniej Uniwersjadzie 2017
Bilard na Letniej Uniwersjadzie 2017 – zawody sportowe zorganizowane na letniej uniwersjadzie w dniach 25–29 sierpnia 2017 roku w Taipei Expo Park. Wystąpiło w sumie 29 zawodników. W zawodach zostały rozdane cztery komplety medali, dwa w konkurencjach męskich oraz dwa w konkurencjach żeńskich. Jako sport pokazowy, medale przyznane zawodnikom nie są wliczane w klasyfikację medalową.

## Medaliści
| Konkurencja                       | Złoto                                          | Srebro                                           | Brąz                                                |
| Dziewiątka indywidualnie mężczyzn | Hsu Jui-an                                     | Liu Cheng-chieh                                  | Eirik Riisnæs                                       |
| Dziewiątka indywidualnie kobiet   | Ku Cheng-chin                                  | Narantuja Bajarsajchan                           | Wu Zhi-ting                                         |
| Dziewiątka drużynowo mężczyzn     | Chińskie Tajpej · Ko Ping-chung · Ko Pin-yi    | Japonia · Kengo Suzuki · Takayuki Shishido       | Norwegia · Eirik Riisnæs · Matias Sætre             |
| Dziewiątka drużynowo kobiet       | Chińskie Tajpej · Wei Tzu-chien · Kuo Szu-ting | Korea Południowa · Jang Yoon-hye · Jeong Eun-shu | Mongolia · Narantuya Bayarsaikhan · Uyanga Battulga |

## Klasyfikacja medalowa
| Miejsce | Reprezentacja    | Złoto | Srebro | Brąz | Razem |
| ------- | ---------------- | ----- | ------ | ---- | ----- |
| 1.      | Chińskie Tajpej  | 4     | 1      | 1    | 6     |
| 2.      | Mongolia         | 0     | 1      | 1    | 2     |
| 3.      | Japonia          | 0     | 1      | 0    | 1     |
| 3.      | Korea Południowa | 0     | 1      | 0    | 1     |
| 5.      | Norwegia         | 0     | 0      | 2    | 2     |